# Ghân-buri-Ghân
Ghân-buri-Ghân es un personaje ficticio que pertenece al legendarium creado por el escritor británico J. R. R. Tolkien y que aparece en la novela El Señor de los Anillos. Era un cacique salvaje del Bosque de Drúadan. 

## Historia
Durante la Guerra del Anillo, Ghân-buri-Ghân era el jefe de la raza de piel blanca y aspecto de pigmeos conocida como los woses, que habitaban en el bosque de Drúadan, y que ayudó a los Rohirrim y Dúnedain a romper el asedio de Gondor. 
Ghân guio a los Rohirrim a través de las sendas secretas del bosque para que tuvieran la ventaja de la sorpresa en la Batalla de los Campos del Pelennor a cambio recibió la promesa de Théoden, rey de Rohan, de paz y de eliminar a los gorgûn (Orcos) que los Woses tanto odiaban. 
En la batalla que se produjo posteriormente, el pueblo de Ghân acabó con muchos orcos que intentaron huir a las tierras boscosas.
Después de la guerra, se les concedió a Ghân y su pueblo derecho legal sobre su tierra del bosque.
- Datos: Q3761852